# Mormopterus jugularis
Mormopterus jugularis — вид кажанів родини молосових, ендемік Мадагаскару, широко поширений по всьому острову з відомим розподілом, що простирається від узбережжя до високого плато на висоті 1400 м.